# Estátua de Zeus em Olímpia

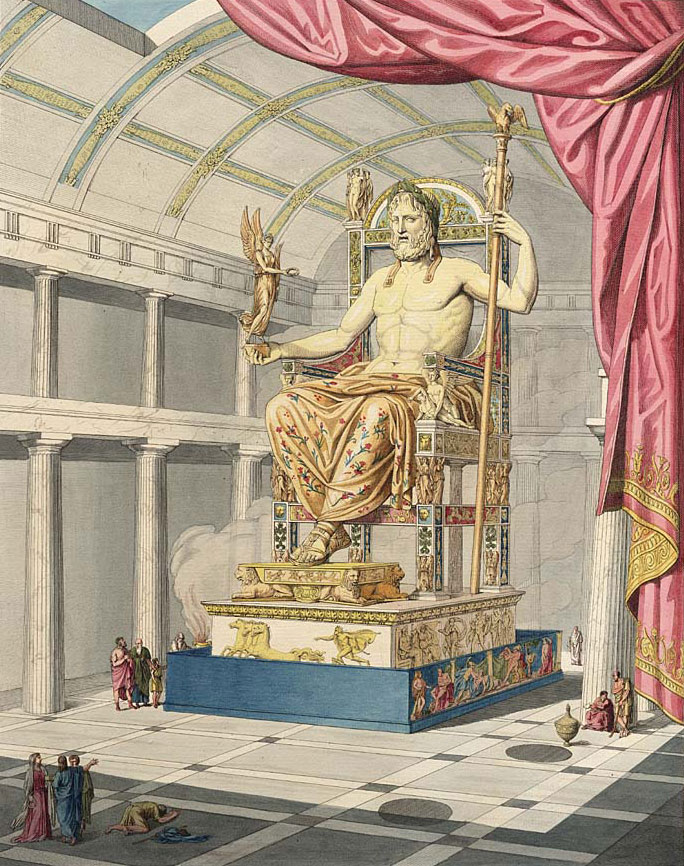
Zeus Olímpico por Quatremère de Quincy (1815).

Estátua de Zeus em Olímpia era uma figura sentada gigante, com cerca de 13 metros de altura, feita pelo escultor grego Fídias por volta de 435 a.C. no santuário de Olímpia, Grécia, e erguida no Templo de Zeus. A escultura tinha placas de marfim e painéis de ouro sobre uma estrutura de madeira, que representava o deus Zeus sentado em um trono de madeira de cedro ornamentado com ébano, marfim, ouro e pedras preciosas. Uma das Sete Maravilhas do Mundo Antigo, ela foi perdida e destruída durante o século V sem nenhuma cópia, sendo que seus detalhes e forma são conhecidos apenas através de antigas descrições e representações gregas em moedas.

## Descrição
A estátua media de 12 a 15 metros de altura — o equivalente a um prédio de cinco andares —  era toda de marfim e ébano. Seus olhos eram pedras preciosas. Fídias esculpiu Zeus sentado num trono. Ele esculpiu a estátua com material de joalheiro. Na mão direita levava a estatueta de Nice, deusa da Vitória; na esquerda, uma esfera sob a qual se debruçava uma águia. Supõe-se que, como em representações de outros artistas, o Zeus de Fídias também mostrasse o cenho franzido. A lenda dizia que quando Zeus franzia a fronte o Olimpo todo tremia. Quando a estátua foi construída, a rivalidade entre Atenas e Esparta pela hegemonia no Mediterrâneo e na Grécia continental mergulhou os gregos numa sucessão de guerras. Os combates, no entanto, não prejudicaram as realizações culturais e artísticas da época. Ao contrário, o século V a.C. ficou conhecido como o século de ouro na história grega devido ao extraordinário florescimento da arquitetura, escultura e outras artes.

## Destruição

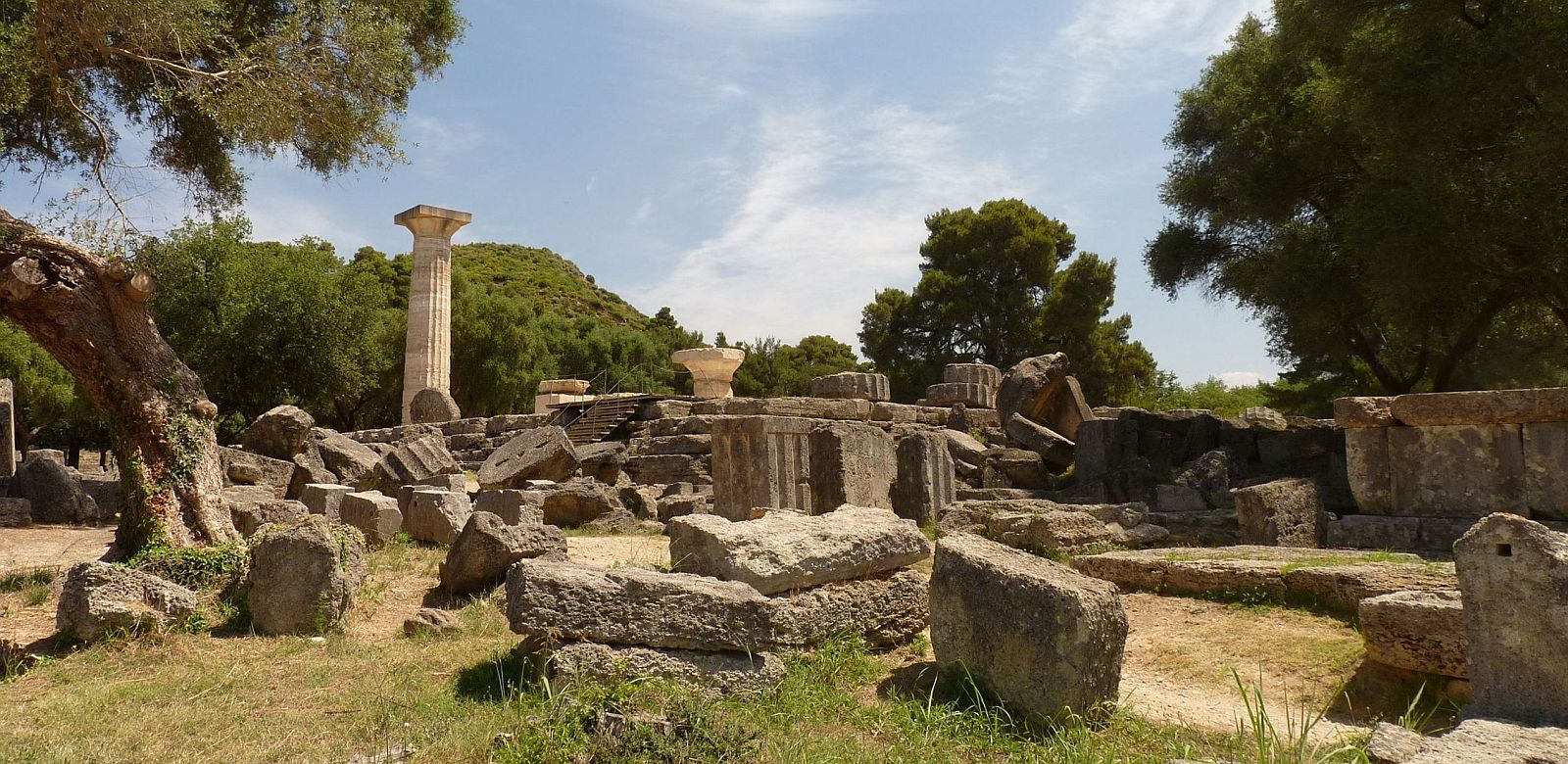
Local onde se encontrava a estátua

De acordo com Suetônio, o imperador romano Calígula "deu ordens que tais estátuas dos deuses que eram especialmente famosos por sua santidade ou por seu mérito artístico, incluindo a de Zeus em Olímpia, deveriam ser trazidos da Grécia, a fim de remover suas cabeças e colocar a sua própria no lugar." Antes que isto pudesse acontecer, o imperador foi assassinado (no ano 41); sua morte iminente foi supostamente predita pela estátua, que "de repente soltou uma tal risada que o andaime caiu e os operários caíram em seus calcanhares."
Em 391 d.C., o imperador romano Teodósio I proibiu a participação em cultos pagãos e fechou os templos. O santuário de Olímpia caiu em desuso. As circunstâncias da destruição final da estátua são desconhecidas. O historiador bizantino Jorge Cedreno do século XI registra uma tradição de que ela foi carregada até Constantinopla, onde foi destruída no grande incêndio do palácio de Lausus, em 475. Alternativamente, pereceu junto com o templo, que foi severamente danificado por um incêndio em 425..